# Radolfzeller Aach
Pour les articles homonymes, voir Aach.
La Radolfzeller Aach (également connue sous le nom de Hegauer Aach) est une rivière du sud de l'Allemagne, dans le land de Bade-Wurtemberg. Elle est un affluent du Rhin d'une longueur de 32 km environ.

## Parcours
La source de la rivière est l'Aachtopf, la plus grande résurgence d'Allemagne, à 475 m d'altitude. Plus des deux-tiers de l'eau proviennent de la perte du Danube entre Immendingen et Fridingen an der Donau.
La rivière traverse le massif volcanique de l'Hegau puis coule vers le sud et la ville de Singen. Les six derniers kilomètres sont dans une réserve naturelle appelée « Radolfzeller Aach Ried ». La confluence se trouve dans le Zeller See, la partie nord-ouest de l'Untersee (lac de Constance inférieur) entre Radolfzell et Moos. Son débit terminal est de 10 m3/s, ce qui en fait le quatrième plus important cours d'eau tributaire du lac.

## Bassin versant
Le bassin couvre une superficie de 261 km2, mais si l'on inclut les eaux captées du Danube, cela représente un total de 1 560 km2.
Autrefois, le courant rapide actionnait de nombreux moulins à eau, remplacés aujourd'hui par des stations hydroélectriques.

## Source
- (en) Cet article est partiellement ou en totalité issu de l’article de Wikipédia en anglais intitulé « Radolfzeller Aach » (voir la liste des auteurs).